# Johann Martin Brandes
Johann Martin Brandes (Pseudonym Johannes Bersandius; * 6. August 1617 in Hannover; † 17. Oktober 1667 in Rinteln) war ein deutscher Jurist und Hochschullehrer.

## Leben
Johann Martin Brandes wurde kurz vor Beginn des Dreißigjährigen Krieges als Sohn eines in Hannover tätigen Handelsmannes geboren. Er studierte Rechtswissenschaft an den Universitäten Wittenberg, Helmstedt (ab 1643) und Rinteln (ab 1645) und wurde im Jahr 1647 in Rinteln bei David Pestel promoviert. In der Nachfolge von Franz Gießenbier wurde er 1650 zum Professor an der Universität Rinteln berufen.

## Schüler
Schriften von ihm lassen sich nicht nachweisen, lediglich Disputationen seiner Schüler, etwa:
- De iure feudali. Disputatio inauguralis: pro privilegiis doctoralibus [Präses:] Johann Martin Brandes. [Respondent:] Ludolph Vom Sode. Rinteln 1655.
- Disputatio de successionibus legitimis seu ab intestato / quam praeside Johanne Martino Brandes disquisitioni submittit Bruno Lowenstein. Rinteln 1659
- Heinrich Bergmann Disputatio de nullo. Praes.: Johann Mart. Brandes. Rinteln 1651
- Dissertatio Iuridica Inauguralis, De Assecuratione. Quam ... in illustri Academia Rintelensi Praeside Dn. Joan-Martino Brandes, ... Doctis publice examinandam exhibeo Simon-Heinr: Sanneman Ad d. IX. Maii in Auditorio Ictorum horis ante & pomeridianis. Rinteln 1664
- De attentatis. Disputatio inauguralis: pro licentia. [Präses:] Johann Martin Brandes. [Respondent:] Thomas Schreiber. Rinteln 1664

1664 wurde Anthonius Lucius bei ihm promoviert mit der Arbeit Theses iuridicæ miscellæ inaugurales.